# Моліндон
Моліндон (англ. Molindone), який продається під торговою маркою «Мобан» — антпсихотичний препарат, який застосовується в США для лікування шизофренії. Моліндон застосовується перорально.
Частими побічними ефектами моліндону є екстрапірамідні симптоми і пізня дискінезія. Існує думка, що моліндон діє шляхом блокування ефектів дофаміну в мозку, що призводить до зменшення симптомів психозу. Препарат іноді описують як типовий антипсихотик, а іноді описують як атиповий антипсихотик. Хімічно моліндон є індолом, і структурно відрізняється від багатьох інших антипсихотичних засобів.
Моліндон був уперше описаний у 1966 році, та був представлений для медичного використання в 1974 році. Він залишається на ринку лише в США. Препарат було перепрофільовано, і він розробляється для потенційного лікування агресії у дітей та підлітків із синдромом дефіциту уваги та гіперактивності.

## Медичне використання
Моліндон використовується для лікування шизофренії.

### Доступні форми
Моліндон доступний у формі таблеток для перорального прийому по 5, 10, 25 і 50 мг.

## Побічні ефекти
Профіль побічних ефектів моліндону подібний до профілю інших типових антипсихотичних засобів, та включає екстрапірамідні симптоми і пізня дискінезія. Однак, на відміну від більшості антипсихотичних засобів, використання моліндону пов'язане зі зниженням апетиту та втратою ваги, а не зі збільшенням ваги. Моліндон може мати менший седативний потенціал, ніж деякі інші антипсихотики, через відсутність антигістамінної активності. Він має незначну антихолінергічну активність або зовсім не має антихолінергічної активності, і з мешою імовірністю, ніж деякі інші антипсихотики, спричинити ортостатичну гіпотензію.

## Фармакологія

### Фармакодинаміка
Моліндон діє як потужний антагоніст рецептора дофаміну D2 (напівмаксимальна інгібуюча концентрація= 84–140 нМ) і рецептора серотоніну 5-HT2B receptor (IC50 = 410 нМ). Він набагато менш потужний як антагоніст дофамінових рецепторів D1, D3 і D5 (IC50 = 3200–8300 нМ) і рецептора серотоніну 5-HT2A (IC50 = 14 000 нМ). Препарат значною мірою не зв'язується з α-адренергічними рецепторами, та не інгібує їх, а також не впливає на різні інші рецептори, такі як серотонінові 5-HT1A, 5-HT2C, [[[HTR6|5-HT6]] та 5-HT7-рецепторів. Подібним чином, моліндон практично не має спорідненості з мускариновими ацетилхоліновими рецепторами, і має дуже низьку спорідненість з гістаміновим рецептором H1 та α1-адренорецептором. Однак було виявлено, що він має проміжну спорідненість до α2-адренорецепторів. Метаболіти моліндону in vitro значною мірою неактивні. Попередні дані свідчать про те, що моліндон фармакологічно відрізняється від більшості атипових антипсихотичних засобів, які діють як потужні антагоністи рецепторів D2 і 5-HT2A.
Доступні також додаткові дані щодо зв'язування моліндону, і в деяких випадках вони виявили контрастні результати щодо наведених вище знахідок, наприклад, висока спорідненість до рецептора дофаміну D3.
Моліндон описується як антипсихотичний, седативний засіб, і великий транквілізатор. У тварин він знижує спонтанну рухову активність, пригнічує реакцію умовного уникнення, спричинює каталепсію та гіпотермію, та обмежує агресію у мавп. Як і інші антипсихотики, моліндон антагонізує ефекти агента, що вивільняє дофамін, амфетаміну та агоніста дофамінових рецепторів апоморфіну. Проте, на відміну від багатьох антипсихотичних засобів, моліндон демонструє антидепресантну дію у тварин, зокрема, усуває птоз, спричинений агентом, що виснажує дофамін — тетрабеназином, посилює тремтіння, спричинене 5-гідрокситриптофаном, і посилює певні ефекти леводопи. Він виявляє незначну антихолінергічну активність у тварин, а відсутність антагонізму до рецепторів гістаміну Н1 свідчить про менший потенціал седативного ефекту та збільшення ваги, ніж у деяких інших антипсихотиків. Препарат спричинює протиблювотну дію у тварин.
Повідомлялося, що моліндон інгібує моноаміноксидазу як in vitro , так і in vivo. Однак для інгібування моноаміноксидази потрібні дуже високі концентрації (~100 000 нМ) і високі дози препарату (10 і 40 мг/кг). Його інгібування моноаміноксидази є необоротним і вибірковим для моноаміноксидази А. Препарат набагато сильніше пригнічує моноаміноксидазу in vivo, ніж in vitro, що свідчить про те, що відповідальним за інгібування моноаміноксидази може бути активний метаболіт. Інгібування моноаміноксидази-A моліндону може бути відповідальним за його антидепресантну дію на тварин. Незрозуміло, чи інгібування моноаміноксидази моліндоном, яке спостерігалося в доклінічних дослідженнях, відбувається терапевтично у людей, і чи є клінічно значущим. Моліндон не має спорідненості з мускариновими ацетилхоліновими рецепторами.

### Фармакокінетика
Період напіввиведення моліндону становить приблизно 2 години. Цей час набагато коротший, ніж у більшості інших антипсихотичних препаратів. Концентрація моліндону незначна через 12 годин після прийому останньої дози, навіть якщо він використовується у високих дозах. Встановлено, що літій подовжує період напіврозпаду моліндону принаймні в 4 рази. Зважаючи на попередні дані, тривалість дії моліндону становить від 24 до 36 годин. Висловлено припущення, що антипсихотичний ефект моліндону може бути опосередкований активними метаболітами, а не самим моліндоном.

## Хімічні властивості
Моліндон є похідним індолу або дигідроіндолу і структурно відрізняється від багатьох інших антипсихотичних засобів.

### Аналоги
Структурно спорідненими до моліндону сполуками є L-741,626, лозиндол і піквіндон. Іншими антипсихотиками, що містять індол, є цикліндол, флуциндол, роксиндол, сертиндол і тепіриндол.

### Синтез

Патент: Новіший патент:

Конденсація оксимінокетону 2 (внаслідок нітрозування 3-пентанону) з циклогексан-1,3-діоном (1) у присутності цинку та оцтової кислоти призводить безпосередньо до частково відновленого похідного індолу 6. Перетворення можна раціоналізувати, припустивши як перший крок відновлення 2 до відповідного α-амінокетону. Сполучене додавання аміну до 1 з подальшим видаленням гідроксиду (у вигляді води) дасть енамінокетон 3. Можна припустити, що цей енамін знаходиться в таутомерній рівновазі з іміном 4. Альдольна конденсація карбонільної групи бічного ланцюга з подвійно активованою кільцевою метиленовою групою призведе до циклізації до піролу 5; просте таутомерне перетворення тоді дасть спостережуваний продукт. Реакція Манніху 6 з формальдегідом і морфоліном дає транквілізатор моліндон (7).

## Історія
Моліндон вперше був описаний у літературі в 1966 році. Він був вперше схвалений для медичного застосування для лікування шизофренії у 1974 році в США.

## Суспільство і культура

### Доступність
Моліндон продавався в США, Фінляндії та Гонконгу. У 2000 році він був доступний лише в цих 3 країнах. До 2017 року моліндон продовжував продаватися лише в США.
Виробництво препарату було припинено його початковим постачальником, «Endo Pharmaceuticals», 13 січня 2010 року. Після того, як його новий виробник «Core Pharma», який виробляв моліндон у 2015—2017 роках, і згодом припинив виробництво, з грудня 2018 року препарат знову виробляється компанією «Epic Pharma».

## Дослідження

### Депресія і тривожність
Моліндон вивчали для лікування депресії та тривожності. Деякі антидепресивні та анксіолітичні ефекти спостерігалися в невеликих і старих клінічних дослідженнях, але висновки щодо ефективності були неоднозначними.

### Агресія у дітей та підлітків
У 1970-х роках у дорослих з шизофренією було виявлено, що моліндон зменшує агресивні симптоми, включаючи збудження, ворожість і відмову від співпраці. Багато інших антипсихотичних засобів також продемонстрували в клініці антиагресивні ефекти. Пізніше під час клінічного дослідження було виявлено, що моліндон потенційно ефективний у лікуванні госпіталізованих агресивних дітей з розладом поведінки, яке порівнювало його з тіоридазином у 1980-х роках. Це дослідження набагато пізніше зрештою призвело до розробки моліндону для лікування імпульсивної агресії у молоді.
Моліндон із пролонгованим вивільненням у низьких дозах (кодова назва розробки SPN-810) розробляється для лікування імпульсивної агресії у дітей та підлітків із синдромом дефіциту уваги та гіперактивності. Станом на травень 2024 року препарат перебуває у ІІІ фазі клінічних досліджень для цього показання. Повідомлялося про негативні результати дослідження ІІІ фази. Точний механізм дії моліндону для цього показання невідомий, але висловлено припущення, що він пов'язаний з антагонізмом до рецепторів дофаміну D2 і серотоніну 5-HT2B